# Timnath (Colorado)
Timnath es un pueblo ubicado en el condado de Larimer en el estado estadounidense de Colorado. En el Censo de 2010 tenía una población de 625 habitantes y una densidad poblacional de 49,81 personas por km².

## Geografía
Timnath se encuentra ubicado en las coordenadas 40°31′59″N 104°57′40″O / 40.53306, -104.96111. Según la Oficina del Censo de los Estados Unidos, Timnath tiene una superficie total de 12.55 km², de la cual 12.5 km² corresponden a tierra firme y (0.35%) 0.04 km² es agua.

## Demografía
Según el censo de 2010, había 625 personas residiendo en Timnath. La densidad de población era de 49,81 hab./km². De los 625 habitantes, Timnath estaba compuesto por el 94.4% blancos, el 0.64% eran afroamericanos, el 0% eran amerindios, el 1.12% eran asiáticos, el 0.32% eran isleños del Pacífico, el 1.44% eran de otras razas y el 2.08% pertenecían a dos o más razas. Del total de la población el 6.08% eran hispanos o latinos de cualquier raza.